# John Tebbutt
Pour les articles homonymes, voir Tebbutt.
John Tebbutt, né à Windsor, en Nouvelle-Galles du Sud (Australie), le 25 mai 1834 et mort dans cette ville le 29 novembre 1916, est un astronome australien, célèbre pour avoir découvert la "Grande Comète de 1861".

## Biographie
John Tebbutt naît à Windsor, en Nouvelle-Galles du Sud, fils unique de John Tebbutt, alors commerçant prospère. Son grand-père, John Tebbutt, arrive à Sydney vers la fin de 1801 et est l'un des premiers colons en Australie.
Tebbutt fait ses études à l'école paroissiale de l'Église d'Angleterre, puis dans une école privée tenue par le révérend Mathew Adam de l'Église presbytérienne locale, et finalement dans une petite mais excellente école sous le révérend Henry Tarlton Stiles, où il reçoit une solide formation en latin.

## Carrière
En 1845, le père de Tebbutt achète une parcelle de terrain à l'extrémité est de la ville de Windsor, zone connue sous le nom de péninsule, et y construit une résidence. En 1853, John Tebutt achète un sextant et l'utilise avec un télescope de marine ordinaire et une montre pour commencer ses observations du ciel.

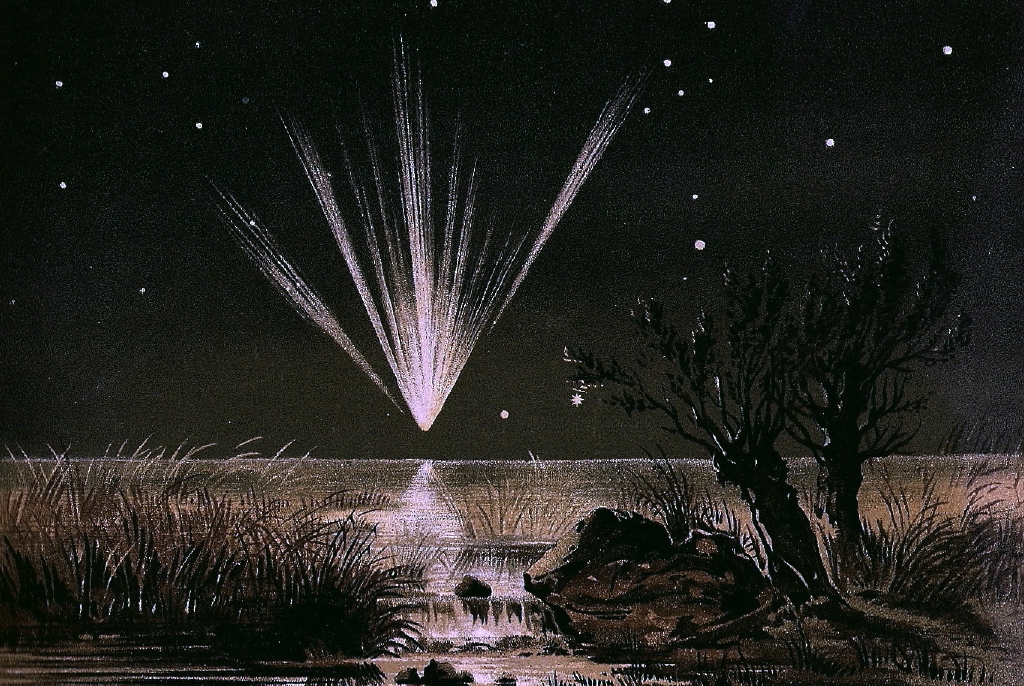
La grande comète de 1861.

Quelque neuf ans plus tard, le 13 mai 1861, Tebbutt découvre la comète 1861, l'une des comètes les plus brillantes connues. Il n'y avait alors aucun moyen de télégraphier les renseignements en Angleterre où elle devint visible le 29 juin. John Tebbutt est reconnu comme le premier découvreur de cette comète et le premier à calculer son orbite approximative. En novembre 1861, il achète une excellente lunette astronomique de 3,25 pouces (8,255 cm) d'ouverture et de 48 pouces (1,2192 m) de distance focale. En 1862, à la démission de W. Scott, il se voit offrir le poste d'astronome gouvernemental pour la Nouvelle-Galles du Sud mais le refuse.
Tebbutt a également découvert Nova Scorpii 1862, une nova visible à l'œil nu.

## Observatoire
En 1863, il construit de ses propres mains un petit observatoire près de la résidence de son père et y installe ses instruments composés de son télescope de 3 pouces ¼, d'un instrument de transit de deux pouces et d'un chronomètre à boîtier de huit jours et demi-secondes. Peu de temps avant cette période, Tebbutt avait commencé à enregistrer des observations météorologiques et, en 1868, les publie pour les années 1863 à 1866 sous le titre Meteorological Observations made at the Private Observatory of John Tebbutt, Jnr.
Il continue la publication de ces documents à intervalles pendant plus de 30 ans. Il avait également commencé une longue série d'articles qui furent publiés dans les Monthly Notices of the Royal Astronomical Society of London, dans l'Astronomical Register, Londres, et dans le Journal and Proceedings of the Royal Society of New South Wales. Il contribue à d'autres revues scientifiques et fait un nombre important de contributions dans la presse australienne.

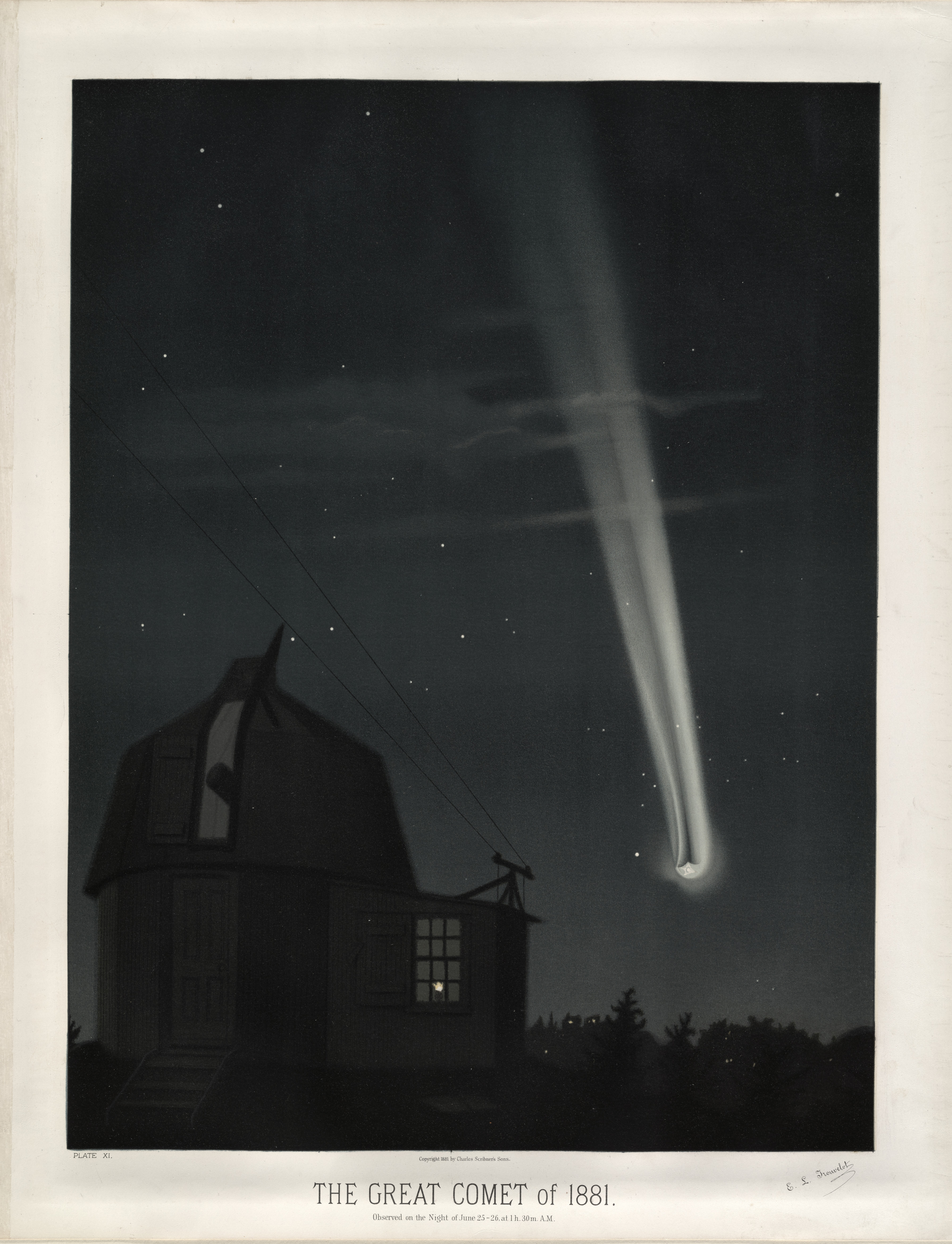
La grande comète de 1881, chromolithographie de Trouvelot

En 1872, une lunette à réfraction équatoriale de 4,5 pouces (11,43 cm) est achetée pour l'observatoire et, en 1881, Tebbutt découvre une autre grande comète, maintenant désignée C/1881 K1, et en 1886 un nouveau télescope de 8 pouces (20,32 cm) d'ouverture et de 115 pouces (2,921 m) de distance focale est acheté, ce qui lui permet d'étendre considérablement ses opérations. Il publie en 1887 History and description of Mr. Tebbutt's observatory, Windsor, New South Wales, suivi par un rapport annuel pendant environ 15 ans.
Entre 1868 et 1902, il fait 396 observations d'occultation lunaire.
En 1908, Tebbutt publie ses Astronomical Memoirs, rendant compte de ses 54 années de travail. Il meurt à Windsor le 29 novembre 1916.

## Distinctions
- Médaille Jackson-Gwilt (1905)
- Il a été commémoré au verso du billet australien de cent dollars (en circulation de 1984 à 1996, date à laquelle il est remplacé par un portrait de Sir John Monash.